# Ken-che
Ken-che (čínsky pchin-jinem 'Gen he', znaky 根河) je řeka na severovýchodě ČLR v autonomní oblasti Vnitřní Mongolsko. Je přibližně 300 km dlouhá. Povodí má rozlohu 13 800 km².

## Průběh toku
Pramení v severní části Velkého Chinganu Uj-šan. Říční údolí je z převážné části bažinaté. Ústí zprava do Arguně (povodí Amuru).

## Vodní režim
Nejvyšších vodních stavů dosahuje v létě a nejnižších na podzim a v zimě.

## Využití
Využívá se k plavení dřeva.